# ハードベース
株式会社ハードベースは、東京都港区西麻布に本社を置く企業である。
総合ビル管理においてビルメンテナンスを主とした、様々な事業を展開している。
2002年（平成14年）に荒井晃（初代代表取締役）と澤本勇（現代表取締役社長）によって、東京都新宿区信濃町に設立された。その後2003年（平成15年）に港区西麻布一丁目に本社を移転、2007年（平成19年）には、現在のビルに移転し現在に至る。主たる業務はビル管理業ではあるが、宅建業、建設業（総合建設業）の許可も受けている。2006年（平成18年）には営業品目であった人材派遣業を分離独立させ、宮城県仙台市にハードベース・スタッフを設立、その後東京都港区にHBスタッフを設立した。

## 会社事業
会社では主に下のような事業をおこなっている。
- ビル・マンションメンテナンス
- プロパティマネジメント
- 事業企画立案及び業務支援
- 総合建設業
- 不動産情報斡旋・仲介・調査